# Ciril Metod Koch
Ciril Metod Koch (31 března 1867 - 6. května 1925) byl slovinský architekt. Spolu s Maxem Fabianim uvedl do Slovinska vídeňskou secesi.
Koch se narodil v Kranji, studoval v Lublani, Štýrském Hradci a ve Vídni. V roce 1893 získal práci na městském úřadu pro plánování města Lublaň. Prosadil se po zemětřesení v Lublani (1895), kdy zrekonstruoval řadu budov ve stylu vídeňské secese. Zemřel v Lublani.

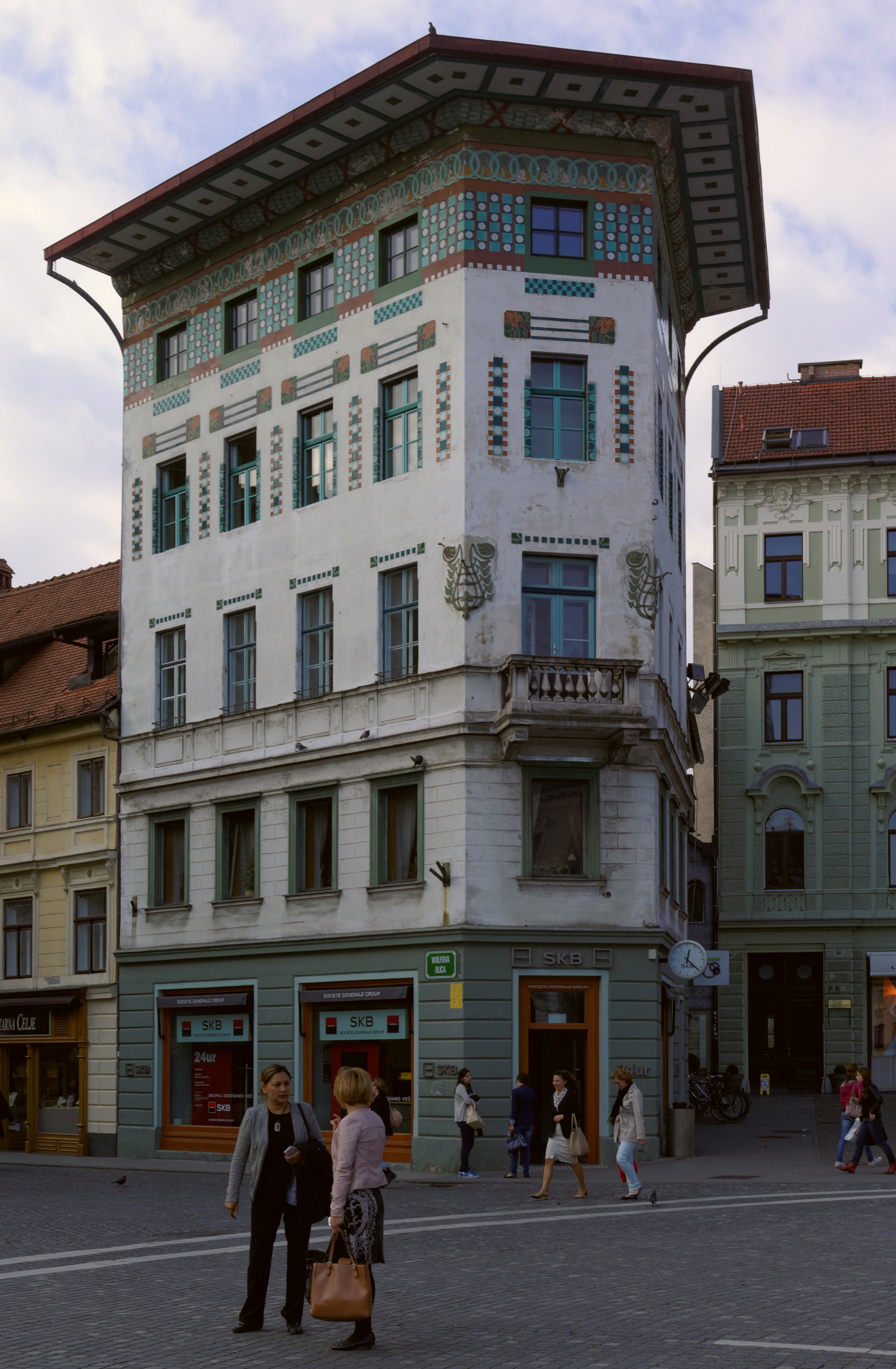
Hauptmannův dům na lublaňském Prešerenově náměstí, renovovaný Kochem v roce 1904
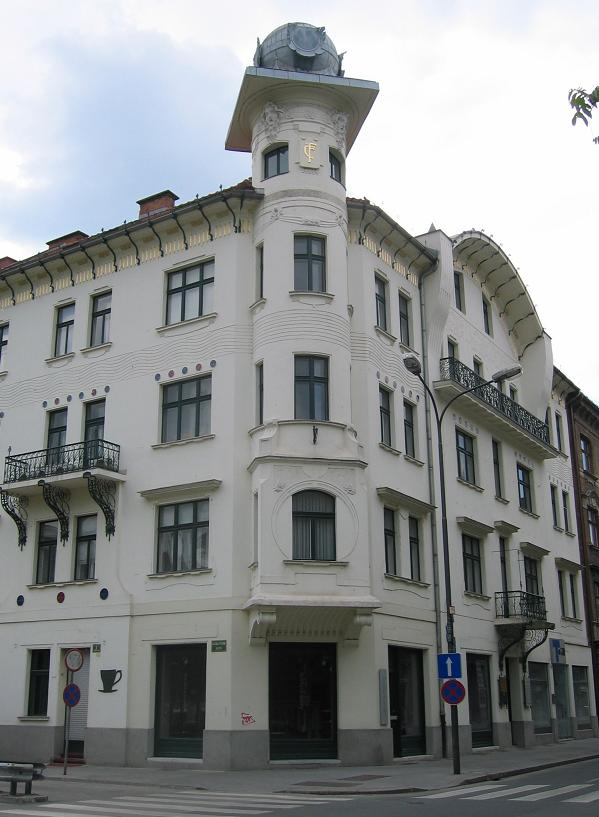
Čudenův dům (1901)
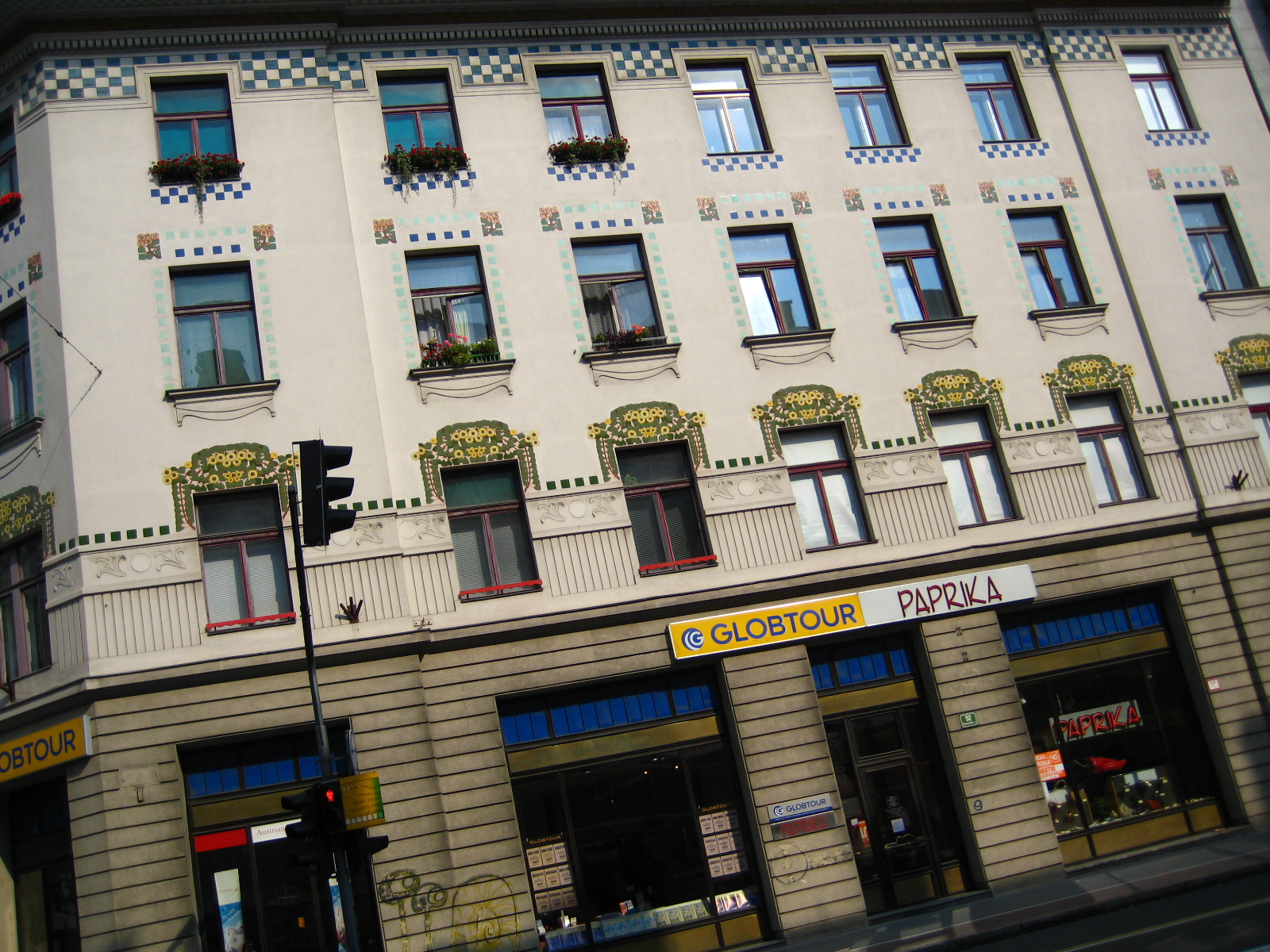
Rolnická banka ( Kmečka posojilnica) (1906–1907)